# La Poblachuela
La Poblachuela es una localidad española, anejo de Ciudad Real, capital de la provincia con el mismo nombre, en la comunidad autónoma de Castilla-La Mancha.

## Geografía
Es el anejo más cercano a la ciudad, situándose a 2 km de ésta. Es posible acceder a su núcleo de población a través de la Nacional 420 y tomando la línea 6 de autobuses de Ciudad Real con destino a los anejos.

## Historia
Hacia mediados del siglo XIX, el lugar, perteneciente ya por entonces al municipio de Ciudad Real, tenía contabilizada una población de 250 habitantes. La localidad aparece descrita en el decimotercer volumen del Diccionario geográfico-estadístico-histórico de España y sus posesiones de Ultramar de Pascual Madoz de la siguiente manera:

POBLACHUELA: ald. con alc. p. en la prov., part. jud. y térm. jurisd. de Ciudad-Real (1/2 leg.). sit. en la misma llanura de la cap., á su lado O.; es de clima destemplado; reinan los vientos O. y N., y se padecen tercianas. Tiene 40 casas diseminadas y miserables; escuela dotada con 200 rs. de los fondos de la cap.; igl. parr. (Sta. Maria Magdalena) con curato de primer ascenso y patronato de la dignidad arz., y á su inmediacion el cementerio: se surte de aguas potables en las norias de sus huertas, entre la que sobresale la de las Casillas, de la que tambien se surten los de Ciudad-Real y Miguelturra. El terreno que circunda esta ald. es todo de primera clase, participando de regadío y secano, con viñas, olivos y huertas con muchos árboles frutales; hay una deh. al sitio del Pardillo. prod.: hortalizas, frutas y algunos cereales; se mantiene ganado lanar y de cerda, y se crian palomas. pobl.: 66 vec., 250 alm. riqueza y contr.: con Ciudad-Real.
Ésta ald. se llama vulgarmente Huertas de la Poblachuela.
(Madoz, 1849, p. 92)